# 23-ти МИР – София
Двадесет и третият многомандатен избирателен район в България обхваща 8 от общо 24-те административни района на Столична община – Витоша, Изгрев, Красно село, Лозенец, Младост, Панчарево, Студентски и Триадица.
До 2009 г. при 240 мандата за народни представители 23-тият МИР е носил 13 мандата. След 2009-а при 209 мандата районът носи 11 мандата. На изборите за народни представители, проведени на 12 май 2013 г. от 23-тия МИР са избрани 16 народни представители, след като мандатите в района са преизчислени от Централната избирателна комисия поради настъпилите промени в броя на населението. Тази промяна прави 23-тия МИР най-големия избирателен район в България.

## Депутати, избрани в XLII народно събрание
ПП ГЕРБ
1. Ивайло Московски
2. Димитър Главчев
3. Александър Ненков
4. Теодора Георгиева
5. Владимир Иванов
6. Данаил Кирилов
7. Милена Дамянова
8. Емануела Спасова

Коалиция за България
1. Жельо Бойчев
2. Ваня Добрева
3. Мартин Захариев
4. Георги Кадиев
5. Румен Гечев
6. Страхил Ангелов

ДПС
1. Георги Горанов

ПП АТАКА

Деница Гаджева – подала заявление вх. № 1892-НС от 16 май 2013, с което заявява, че предпочита да остане избрана от 26-и МИР София − област. Централната избирателна комисия, с Решение № 2652 от 17 май 2013 г., е обявила за избрана на нейно място Миглена Александрова.

## Депутати, избрани в XLV народно събрание
Изборите са проведени на 4 април 2021 г. Кандидатите в района са общо 457 души. Според данни на ЦИК, огласени в медиите, от района са избрани следните кандидати:
Демократична България
1. Атанас Атанасов
2. Антоанета Цонева
3. Петър Маринов
4. Надежда Йорданова
5. Георги Ганев
6. Иван Велов

ГЕРБ – СДС
1. Румен Христов
2. Александър Ненков
3. Димитър Главчев
4. Милена Дамянова

Има такъв народ
1. Андрей Чорбанов
2. Ива Йорданова-Рупчева
3. Андрей Михайлов

БСП
1. Христо Проданов
2. Благовест Кирилов

Изправи се! Мутри вън!
1. Мая Манолова-Найденова

## Депутати, избрани в XLVI народно събрание
Изборите са проведени на 11 юли 2021 г. Кандидатите в района са общо 390 души. Според данните на ЦИК места в парламента печелят следните кандидати от 23-ти МИР:
Демократична България
1. Атанас Петров Атанасов
2. Елисавета Димитрова Белобрадова
3. Антоанета Димитрова Цонева
4. Петър Ясенов Маринов
5. Надежда Георгиева Йорданова
6. Георги Йорданов Ганев

ГЕРБ – СДС
1. Румен Димитров Христов
2. Александър Руменов Ненков
3. Димитър Борисов Главчев
4. Александър Койчев Иванов

БСП
1. Христо Танчев Проданов
2. Благовест Кирилов Кирилов

Има такъв народ
1. Мика Михайлова Зайкова

Изправи се! Мутри вън!
1. Мая Божидарова Манолова-Найденова